# Black Rose: A Rock Legend
Albums de Thin Lizzy
Live and Dangerous
(1978) Chinatown
(1980)
Singles
1. Waiting for an Alibi
Sortie : 23 février 1979
2. Do Anything You Want To
Sortie : 8 juin 1979
3. Sarah
Sortie : 5 octobre 1979

Black Rose: A Rock Legend est le neuvième album studio du groupe irlandais de hard rock Thin Lizzy. Il est sorti le 13 avril 1979 sur le label Vertigo Records (Warner Bros. aux USA) et a été produit par Tony Visconti.

## Historique
Cet album marque le retour du guitariste Gary Moore en remplacement de Brian Robertson, ce dernier ayant mis fin à sa collaboration avec le groupe après le double album live Live and Dangerous. C'est d'ailleurs le seul album pour lequel Gary Moore resta suffisamment longtemps dans la formation pour participer entièrement à son enregistrement. Il avait déjà fait quelques courtes apparitions en 1974 et 1977.
Il fut enregistré entre décembre 1978 et février 1979 dans les studios Pathé Marconi à Paris et dans les studios Good Earth de Londres.
Il fit ses débuts en entrant directement en seconde position des charts britanniques et sera certifié disque d'or au Royaume-Uni. Il est également à ce jour le seul du groupe à avoir été remastérisé sous le format Super Audio CD.

## Liste des titres

### Album original
| 1. | Do Anything You Want To (en) | Phil Lynott                           | 3:53 |
| 2. | Toughest Street in Town      | Scott Gorham, Phil Lynott, Gary Moore | 4:01 |
| 3. | S&M                          | Brian Downey, Phil Lynott             | 4:05 |
| 4. | Waiting for an Alibi (en)    | Phil Lynott                           | 3:30 |
| 5. | Sarah (en)                   | Phil Lynott, Gary Moore               | 3:33 |

| 6. | Got to Give It Up | Scott Gorham, Phil Lynott                                                           | 4:24 |
| 7. | Get Out of Here | Phil Lynott, Midge Ure                                                              | 3:37 |
| 8. | With Love | Phil Lynott                                                                         | 4:38 |
| 9. | Róisín Dubh (Black Rose): A Rock Legend 1. Shenandoah (en) 2. Will You Go Lassie Go 3. Danny Boy (en) 4. The Mason's Apron | trad. arr. Phil Lynott et Gary Moore, sauf Will You Go Lassie Go de Francis McPeake | 7:06 |

### Rééditions
La réédition de luxe de l'album sortie en 2011 inclut un deuxième disque de versions alternatives et morceaux inédits.
| 1.  | Just the Two of Us (face B du single Do Anything You Want To)    | Lynott, Gorham        | 2:47 |
| 2.  | A Night in the Life of a Blues Singer (version longue)           | Lynott                | 5:44 |
| 3.  | Rockula (aka Rock Your Love) (inédit)                            | Jimmy Bain            | 4:16 |
| 4.  | Don't Believe a Word (version lente avec Lynot & Moore au chant) | Lynott                | 3:18 |
| 5.  | Toughest Street in Town (différente version)                     | Gorham, Lynott, Moore | 3:58 |
| 6.  | S&M (Nassau sessions 1978)                                       | Downey, Lynott        | 3:18 |
| 7.  | Got To Give It Up (Nassau sessions 1978)                         | Gorham, Lynott        | 3:25 |
| 8.  | Cold Black Night (Nassau sessions 1978)                          | Moore                 | 3:37 |
| 9.  | With Love (Nassau sessions 1978)                                 | Lynott                | 4:33 |
| 10. | Black Rose (Nassau sessions 1978)                                | Lynott, Moore         | 4:04 |

## Musiciens
- Phil Lynott – basse, chant, guitare 12-cordes
- Scott Gorham – guitare, chœurs
- Gary Moore – guitare, chœurs
- Brian Downey – batterie, percussions

### Musiciens additionnels
- Huey Lewis – harmonica sur Sarah et With Love
- Jimmy Bain – basse sur With Love

## Charts et certifications

### Album
Charts
| Pays                                 | Durée du classement | Meilleur classement | Date            |
| ------------------------------------ | ------------------- | ------------------- | --------------- |
| États-Unis (Billboard 200)           | 12 semaines         | 81e                 | 16 juin 1979    |
| Norvège (VG-lista)                   | 2 semaines          | 15e                 | 28 mai 1979     |
| Nouvelle-Zélande (RMNZ Albums Top40) | 1 semaine           | 48e                 | 22 juillet 1979 |
| Royaume-Uni (UK Albums Chart)        | 21 semaines         | 2e                  | 6 mai 1979      |
| Suède (Sverigetopplistan)            | 8 semaines          | 8e                  | 1er juin 1979   |

Certification
| Pays        | Certification | Ventes    | Date       |
| ----------- | ------------- | --------- | ---------- |
| Royaume-Uni | Or            | 100 000 + | 9 mai 1979 |

### Singles
Charts singles
| Single                  | Chart            | Durée du classement | Position | Date             |
| ----------------------- | ---------------- | ------------------- | -------- | ---------------- |
| Waiting for an Alibi    | UK Singles Chart | 8 semaines          | 9e       | 18 mars 1979     |
| Waiting for an Alibi    | IRMA             | 6 semaines          | 6e       | 21 mars 1979     |
| Do Anything You Want Do | UK Singles Chart | 9 semaines          | 14e      | 15 juillet 1979  |
| Do Anything You Want Do | IRMA             | 2 semaines          | 25e      | 18 juin 1979     |
| Sarah                   | UK Singles Chart | 13 semaines         | 24e      | 25 novembre 1979 |
| Sarah                   | IRMA             | 3 semaines          | 26e      | 21 octobre 1979  |